# Mačkovec - ribnjak
Mačkovec - ribnjak este o arie protejată (sit de importanță comunitară — SCI) din Croația întinsă pe o suprafață de 4,85 ha, integral pe uscat.

## Localizare
Centrul sitului Mačkovec - ribnjak este situat la coordonatele 46°25′40″N 16°25′27″E / 46.427842°N 16.42428°E.

## Înființare
Situl Mačkovec - ribnjak a fost declarat sit de importanță comunitară în iulie 2013 pentru a proteja un număr necunoscut de specii din flora spontană și fauna sălbatică aflate în arealul zonei.

## Biodiversitate
Situată în ecoregiunea continentală, aria protejată conține 1 habitat natural: Ape stătătoare oligotrofe până la mezotrofe, cu vegetație de Littorelletea uniflorae și/sau de Isoëto-Nanojuncetea.
La baza desemnării sitului se află un număr nedeclarat de specii protejate.
Pe lângă speciile protejate, pe teritoriul sitului au mai fost identificate 1 specie de nevertebrate.